# Lucembursko na Letních olympijských hrách 1900
Lucembursko se účastnilo Letní olympiády 1900 ve francouzské Paříži. Zastupoval ho 1 muž v jediném sportu.